# Zero no Tsukaima
Zero no Tsukaima (jap. ゼロの使い魔) ist eine Light-Novel-Reihe von Noboru Yamaguchi. Sie wurde auch als Anime und Manga umgesetzt.

## Handlung
Die junge Magierin Louise Francoise ist die dritte Tochter der angesehenen La-Vallière-Familie. Sie ist eine Schülerin der Magierakademie „Tristein“. Ihre Mitschüler nennen sie „Zero Louise“ (engl. zero bedeutet „Null“). Dieser Name beruht darauf, dass sie es bisher nicht geschafft hat, einen Zauberspruch erfolgreich auszuführen. Ihre Versuche haben teilweise spektakuläre Ergebnisse. So endet eine geplante Verwandlung von Stein in Messing in einer Explosion. In späteren Staffeln erhält sie allerdings die Kraft, mit dem Element der Leere, eigene sehr starke Zaubersprüche auszuführen.
In einer Prüfung sollen die angehenden Magier sich einen Begleiter (tsukaima) herbeizaubern. Louise bietet ihre gesamte Magie auf und wünscht sich einen, der „treu ergeben, schön und mächtig“ ist und bekommt einen japanischen Jungen von der Erde, der alles andere als treu ergeben ist. Die Regeln der Prüfung verbieten es, diese erneut abzulegen und einen zweiten Versuch zu wagen. Also muss Louise nun mit ihrem Begleiter, Saito Hiraga, auskommen.
Weil sich auf seinem Arm die Runen Gandalfr befinden und er damit ein Nachfolger des letzten Gandalfr ist, der 6000 Jahre vorher gelebt hat, hat Saito in der Zauberwelt die Kraft, jede Waffe zu benutzen, die für den Kampf gemacht wurde. Waffen, die zum Beispiel als Dekoration gedacht sind, kann er zwar benutzen, aber ohne seine Gandalfr Kraft.

## Charaktere
Louise Françoise Le Blanc de La Vallière (ルイズ・フランソワーズ・ル・ブラン・ド・ラ・ヴァリエール, Ruizu Furansowāzu ru Buran do Ra Variēru)
Louise ist eine sechzehnjährige, jedoch für ihr Alter mit 1,53 m kleinwüchsige, Magierin der Magierakademie von „Tristein“. Sie ist im Moment im zweiten Jahrgang. Sie ist auch eine der schlechtesten Magier ihrer Klasse, weil sie es nicht schafft, auch nur einen Zauber erfolgreich auszuführen, weshalb sie den Beinamen „Zero“ (engl. zero bedeutet „Null“) bekommen hat, was ihr ein Gefühl der Minderwertigkeit einimpft. Zudem besitzt sie ein aufbrausendes Temperament und ist ausgesprochen flachbrüstig, was bei ihr zu ständigen Ausbrüchen von Eifersucht gegenüber besser "bestückten" Frauen führt. Ihrer Familie gehört das Herzogtum La Vallière in Tristein.
Sie behandelt Saito wie einen Hund. Er wird von ihr oft mit einer Peitsche geschlagen und muss auf einem Strohbett schlafen. Im Laufe der Serie ändert sie sich aber und verliebt sich sogar in Saito. Trotzdem wird er von ihr weiterhin mit der Peitsche geschlagen.
Der Grund, wieso Louise keine Erd-, Wind-, Wasser- oder Feuer-Zauber einsetzen kann, ist, dass sie das fünfte Element, die „Leere“, besitzt. Das fünfte Element ist sehr stark und man glaubte, es würde nur in den Legenden existieren. Weil sie das fünfte Element besitzt, hat sie auch einen legendären Vertrauten, den Gandalfr. Seine Aufgabe ist es, den Zauberer zu beschützen, während dieser seine Zauber vorbereitet.
Saito Hiraga (平賀 才人, Hiraga Saito)
Saito ist der siebzehnjährige Partner von Louise und kommt eigentlich von der Erde. Um genau zu sein: aus Tokyo. Während der Beschwörung von Louise taucht wenige Schritte vor Saito ein Portal auf. Als er es sich näher anschaut, saugt ihn das Portal auf und befördert ihn in die Welt von Louise. Am Anfang konnte er die Sprache von Louise und den anderen nicht verstehen. Erst als Louise ihn mit einem Schweige-Zauber belegen wollte (der schiefging), konnte er sie und die anderen verstehen.
Als Zeichen, dass er „Gandalfr“ ist, befinden sich auf seiner linken Hand diese Runen  sie bedeuten „Gandalfr“. In späteren Folgen wird der „Gandalfr“ auch als die „linke Hand Gottes“ bezeichnet.
Als „Gandalfr“ hat Saito die Fähigkeit, mit jeder Waffe, die für den Kampf gemacht wurde, sehr gut umgehen zu können. Er bekommt von Louise das Schwert „Derflinger“. Derflinger wurde auch 6000 Jahre zuvor vom letzten „Gandalfr“ benutzt. Im Laufe der Handlung verwandelt sich Derflinger in ein neues Schwert.
Auf Grund seiner Verdienste wird er von Henrietta erst zum Ritter Saito Chevalier De Hiraga (サイト・シュヴァリエ・ド・ヒラガ, Saito Shevarie do Hiraga) ernannt und erhält später ein Lehen und damit den damit verbundenen Titelzusatz Des Ornières (ド・オルニエール, do Oruniēru).
Siesta (シエスタ, Shiesuta)
Siesta ist – wie Saito auch – ein „gewöhnlicher“ Mensch, sie beherrscht also keine Magie. Saito und Siesta treffen sich schon früh an der Tristein Akademie und werden Freunde. Siesta arbeitet anfangs als Dienstmädchen eines reichen Adeligen, welcher zum Ziel hat sie als Geliebte zu gewinnen, doch später rettet sie Saito vor ihm, woraufhin sie sich in ihn verliebt. Von da an arbeitet sie in der Tristein Akademie als Dienstmädchen. Schon bei ihrem ersten Treffen verliebt sie sich in Saito und kümmert sich um ihn, wenn er Mal wieder von Louise bestraft worden ist. Ihr Heimatort heißt Tarbes und ist ein recht kleines Dorf. Später erzählt Siesta, dass ihr Urgroßvater genau wie Saito aus einer anderen Welt stammt und mit Hilfe eines „Drachen“, der nun der geheime Schatz ihres Dorfes ist, in diese Welt gekommen ist. Es stellt sich heraus, dass der Mann ebenfalls aus Japan kam. Auch Siestas schwarze Haare und Augen weisen darauf hin, dass sie japanischer Abstammung ist. Im späteren Verlauf versucht sie Saito in einem Konkurrenzkampf mit Louise für sich zu gewinnen, was zu vielen Wutausbrüchen von Louise führt. Als Saito zum Ritter ernannt wird, wird sie seine Dienerin.
Kirche Augusta Frederica von Anhalt-Zerbst  (キュルケ・アウグスタ・フレデリカ・フォン・アンハルツ・ツェルプストー, Kyuruke Augusuta Furederika fon Anharutsu Tserupusutō)
Kirche ist eine Klassenkameradin von Louise und gleichzeitig ihre größte Rivalin, was zum Teil daran liegt, dass ihre Familien schon seit sehr langer Zeit verfeindet sind. Sie flirtet und verabredet sich regelmäßig mit verschiedenen Mitschülern. Irgendwann weckt auch kurzzeitig Saito ihr Interesse, was Louise unheimlich eifersüchtig macht. Kirche stammt aus Germania. Später berichtet sie, dass sie auf ihrer alten Schule zu viel Unfug angerichtet hat und deswegen auf die Tristein-Akademie im Ausland geschickt wurde – mit der Begründung, sie würde den guten Ruf der Familie ruinieren. Sie ist sehr temperamentvoll. Ihr Vertrauter (tsukaima) ist eine rote Echse, die Feuer spucken kann. Kirche nennt sie „Flame“.
Tabitha (タバサ, Tabasa) bzw. Charlotte Helene Orléans (シャルロット・エレーヌ・オルレアン, Sharurotto Erēnu Orurean)
Tabitha ist eine Dreiecksmagierin des Windes und an der Magierakademie von Tristain eine der mächtigsten Zauberinnen. Ihr beschworener Vertrauter ist ein blauer Winddrache namens Silpheed. Sie bildet sich allerdings weder auf ihre Macht noch ihren Status als Adelige etwas ein – meist sieht man sie nur in ein Buch vertieft über den Campus wandern, wobei sie nicht sehr gesprächig ist sie, denn soziale Interaktion scheinen sie nicht sonderlich zu interessieren. Selbst im Kampf behält sie ihre gewohnte Ruhe bei. Unheimliche Geräusche in der Nacht bringen sie aus der Fassung, da sie Angst vor Geistern hat. Ihre beste Freundin ist die Feuermagierin Kirche, deren Persönlichkeit der ihren genau entgegengesetzt ist. Ihre Mutter hat durch einen Giftanschlag einen starken psychischen Schaden erlitten, und sie wurde schon als Kind oft auf gefährliche Missionen geschickt, welche sie aber alle erfüllte, wodurch ihr der Titel eines Ritters verliehen wurde. Im Verlauf der Handlung verliebt sie sich in Saito, wobei sie diesbezüglich von Kirche unterstützt wird.
Tiffania, auch Tiffania of Tudor
Tiffania tritt in den Anime erst am Ende des zweiten Teils auf, wo sie Saito, der dem Tode nahe ist, wiederbelebt. Sie ist eine Halbelfe und besitzt die typischen spitzen Elfenohren. Zudem ist sie sehr hübsch – und die zweite Void-Nutzerin. Sie ist die letzte Überlebende des albionischen Königshauses Tudor. Hervorstechend an ihr sind ihre ungewöhnlich großen Brüste, die auf Saito gewaltigen Eindruck machen und Louise sehr eifersüchtig werden lassen. Im Lauf der Handlung verliebt sie sich in Saito und versucht, ihn als ihren Familiar zu gewinnen, ein Vorhaben, das gelingt, wodurch Saito zusätzliche Fähigkeiten erhält – er wird zum Lifprasir einem Void-Verstärker, der die Void-Zauber anderer Void-Nutzer gewaltig verstärken kann. Dies zehrt jedoch an seiner eigenen Lebenskraft.
Henrietta de Tristain  (アンリエッタ・ド・トリステイン, Anrietta do Torisutein)
Henrietta ist die Königin von Tristein und eine ehrliche und freundliche Person, die stets das beste für ihre Untertanen will. In schwierigen Situationen wirkt sie nach außen hin entschlossen und stark, fühlt sich aber manchmal überfordert mit den Aufgaben einer Königin. Louise und Henrietta sind schon seit ihrer frühen Kindheit Freundinnen, wobei Louise sie als ihr Vorbild betrachtet, und Henrietta akzeptiert Louise und ihre Freunde als die einzigen Personen, denen sie wirklich vertrauen kann, weswegen sie sie des Öfteren bittet, ihr zur Seite zu stehen. Obwohl es auf Grund mehrerer Konflikte zwischen den Königreichen verboten ist, liebt sie Prinz Wales von Albion, welcher von den später von den Rebellen ermordet wird, und sie mit letzten Atemzügen bittet sich wieder in jemand anderen zu verlieben und ihn zu vergessen. Sie verliebt sich in Saito und versucht diesen auch teilweise zu verführen, was zu Konflikten mit Louise führt, die hin- und hergerissen ist zwischen ihrer Verehrung für Henrietta und diesem Vertrauensbruch.
Guiche de Gramon (ギーシュ・ド・グラモン, Gīshu do Guramon)
Guiche ist ein großer Frauenschwarm an der Magierakademie von Tristain. Er besucht dieselbe Klasse wie Louise und Montmorency, die zwar eigentlich seine große Liebe ist, was ihn aber nicht davon abhält mit anderen Mädchen zu flirten. Er ist eingebildet und angeberisch, aber wenn es ernst wird, wird er kleinlaut. Lediglich wenn er an seiner Ehre gepackt wird, entwickelt er eine ungeahnte Tapferkeit, in der sich zeigt, dass er aus einer adeligen Familie mit langer militärischer Tradition stammt. Er ist ein Erdmagier und benutzt eine Rose als Zauberstab.
Montmorency Margarita la Fère de Montmorency (モンモランシー・マルガリタ・ラ・フェール・ド・モンモランシ, Monmoranshī Marugarita ra Fēru do Monmoranshi)
Montmorency ist eine Zauberschülerin im zweiten Semester an der Magierakademie von Tristain. Sie besucht dieselbe Klasse wie Louise und Guiche, mit dem sie oft im Streit liegt. Dass dieser oft anderen Mädchen nachschaut, macht Montmorency rasend vor Eifersucht. Trotzdem scheinen die beiden gut zueinander zu passen.
Illococoo (イルククゥ, Irukuku)
Illococoo taucht zum ersten Mal auf, nachdem Tabitha entführt wurde. Sie sucht gezielt nach Saito und findet ihn auch. Dabei kümmert sie sich nicht, dass sie komplett nackt ist, als sie ihn das erste Mal antrifft. Illococoo hat blaue Haare und ist in etwa so groß wie Louise. Sie begleitet Kirche, Louise und Saito auf der Suche nach Tabitha. Sie ist die menschliche Form von dem Blauen Winddrachen Silpheed, der Tabithas Vertrauter ist. Sie kann jederzeit die Form zwischen Mensch und Drache wechseln.
Jean Colbert (ジャン・コルベール, Jan Korubēru)
Colbert ist Lehrer an der Tristain Akademie, Feuermagier und ein technisches Genie. Unterstützt von Saito baut er die Ostland, das schnellste Flugschiff von Halkegenia, das mit Dampfkraft angetrieben wird. Außerdem unterstützt er Saito bei der Instandsetzung von technischen Geräten und Waffen aus unserer Welt, die rätselhafterweise ihren Weg nach Halkegenia gefunden haben. In seiner Vergangenheit gibt es einen dunklen Punkt: um den vorgeblichen Ausbruch einer Epidemie zu verhindern, brannte er ein ganzes Dorf mit allen Bewohnern nieder. Nur das Kind Agnes wurde von ihm gerettet.
Agnes
Loyale Kriegerin und Heroldin, die die Garde der Königin Henrietta anführt. Sie ist die einzige Überlebende eines Dorfes, das von Colbert niedergebrannt wurde, da dieser fälschlicherweise annahm, dort sei eine Epidemie ausgebrochen. Als Agnes erfährt, wer dafür verantwortlich war, hasst sie Colbert. Sie toleriert ihn nur aufgrund seiner Treue zum Königreich.
Joseph de Gallia, auch König von Gallia.
Der dritte Void-Nutzer, der jedoch seine Gabe als erster entdeckte. Im Verlauf von Thronstreitigkeiten ließ er seinen Bruder, den eigentlichen Thronerben, umbringen. Tabithas Onkel. In der Serie erweist er sich als der Widerpart der Protagonisten. Er tritt bis zuletzt weniger in Erscheinung, sondern wirkt durch seinen Emissär, Sheffield, die sein Familiar ist.
Sheffield ist der Familiar von Joseph de Gallia, eine Frau von zweifelhaftem Aussehen. Sie liebt Joseph und dient ihm bedingungslos.
Vittorio Sevare, auch der Papst von Romalia.
Der vierte Void-Nutzer. Sein Familiar (und Spion) ist Julio Cesaré, der eine Zeitlang als Austauschstudent an der Tristain-Akademie auftritt.

## Veröffentlichung
Noboru Yamaguchi veröffentlichte ab 25. Juni 2004 die Romanreihe beim Verlag Media Factory. Die Illustrationen stammen dabei von Eiji Usatsuka. Bis zum 25. Februar 2011 erschienen 20 Bände, wobei die Serie auf Grund von Yamaguchis Tod zunächst unvollständig blieb. Mithilfe von diktierten Aufzeichnungen von Yamaguchi konnte ein nicht näher genannter Ghost Writer die letzten zwei Bände fertigstellen, die 2016 bzw. 2017 bei Media Factory erschienen sind.
Neben der Hauptreihe erscheinen noch zwei Spin-offs. Zero no Tsukaima Gaiden: Tabitha no Bōken (ゼロの使い魔外伝 タバサの冒険) erschien in drei Bänden vom 25. Oktober 2006 bis 25. März 2009. Eine weitere zweibändige Reihe namens Kaze no Kishihime (烈風の騎士姫) erschien am 23. Oktober 2009 und 25. März 2010.

## Adaptionen

### Anime
Alle vier Umsetzungen als Anime-Fernsehserie entstanden im Animationsstudio J.C.Staff.
Zero no Tsukaima
Regie bei der ersten 13 Folgen umfassenden Serie führte Yoshiaki Iwasaki, während sich Takao Yoshioka um die Umsetzung der Romane in Form eines Drehbuchs kümmerte. Die Erstausstrahlung im japanischen Fernsehen erfolgte vom 2. Juli bis zum 24. September 2006. Mehrere Fernsehsender strahlten die Serie aus, darunter Chiba TV, KBS Kyōto und Kids Station.
Nach der Ausstrahlung im Fernsehen wurden die 13 Episoden vom 22. September 2006 bis 23. Februar 2007 auf sechs DVDs veröffentlicht. Am 6. März 2009 folgte eine DVD-Box inkl. einer CD mit dem Hörspiel Zero no Tsukaima on the radio (ゼロの使い魔 on the radio) und am 26. Oktober 2011 eine Blu-Ray-Box inkl. zwei Hörspiel-CDs.
Zero no Tsukaima – Futatsuki no Kishi
Am 8. Juli 2007 schloss sich eine zweite Staffel mit dem Titel Zero no Tsukaima – Futatsuki no Kishi (ゼロの使い魔〜双月の騎士〜, dt. „Ritter der Zwillingsmonde“) an, welche 12 Folgen umfasste. Bei der zweiten Staffel fungiert wieder J.C.Staff als Animationsstudio – Regie führte diesmal jedoch Yū Kō und das Drehbuch wurde von Yūji Kawahara geschrieben.
Nach der Ausstrahlung wurden die Folgen vom 21. September 2007 bis 22. Februar 2008 auf sechs DVDs veröffentlicht. Am 4. Dezember 2009 folgte eine DVD-Box inkl. einer Hörspiel-CD und am 25. November 2011 eine Blu-Ray-Box inkl. zwei Hörspiel-CDs.
Zero no Tsukaima – Princesses no Rondo
Eine dritte Staffel folgte im Juli 2008. Sie umfasste 12 Folgen und wurde unter dem Titel Zero no Tsukaima: Princesses no Rondo (ゼロの使い魔 〜三美姫の輪舞〜) in Japan ausgestrahlt.
Nach der Ausstrahlung wurden die Folgen vom  25. September 2008 bis 25. März 2009 auf sieben DVDs veröffentlicht. Auf der vierten war dabei eine zusätzliche Bonusfolge.
Zero no Tsukaima F (Final)
Die 12 Folgen umfassende und abschließende vierte Staffel Zero no Tsukaima F (ゼロの使い魔Ｆ) wurde vom 7. Januar bis 24. März 2012 auf AT-X ausgestrahlt.

#### Synchronisation
| Rolle                 | japanischer Sprecher (Seiyū) | deutscher Sprecher |
| --------------------- | ---------------------------- | ------------------ |
| Louise                | Rie Kugimiya                 | Luisa Wietzorek    |
| Saito Hiraga          | Satoshi Hino                 | Patrick Keller     |
| Siesta                | Yui Horie                    | Moira May          |
| Henrietta de Tristain | Ayako Kawasumi               | Lisa May-Mitsching |
| Tabitha               | Yuka Inokuchi                | Melinda Rachfahl   |
| Kirche Zerbst         | Nanako Inoue                 | Leonie Dubuc       |
| Guiche de Gramon      | Takahiro Sakurai             | Dirk Petrick       |
| Montmorency           | Mikako Takahashi             | Birte Baumgardt    |

### Manga
Zu den Romanen erschienen mehrere Manga-Reihen.
Vom 27. Juni 2006 (Ausgabe 8/2006) bis 27. August 2009 (Ausgabe 10/2009) erschien in Media Factorys Manga-Magazin Comic Alive ein Manga von Nana Mochizuki als Zeichnerin. Die Einzelkapitel wurden auch in sieben Sammelbänden (Tankōbon) zusammengefasst.
Im selben Magazin erschien von 27. Oktober 2007 (Ausgabe 12/2007) bis zum 27. Mai 2010 (Ausgabe 7/2010) der Manga Zero no Tsukaima: Tabitha no Bōken (ゼロの使い魔外伝 タバサの冒険) gezeichnet von Takuto Kon. Die Kapitel wurden in fünf Sammelbände zusammengefasst.
Von Yukari Higa stammt eine weitere Reihe namens Zero no Tsukaima: Chevalier (ゼロの使い魔 シュヴァリエ, Zero no Tsukaima: Shuvarie) die vom 27. Januar 2010 (Ausgabe 3/2010) bis 27. März 2013 (Ausgabe 5/2013) in Einzelkapitel erschien und später in vier Bänden zusammengefasst wurde.
Mit Zero no Tsukaima: Yōchien nano! (ゼロのちゅかいま よーちえんnano!) entstand zudem eine Parodie von Masaya Takamura. Die Kapitel erschienen vom 27. September 2009 (Ausgabe 11/2009) bis 27. März 2012 (Ausgabe 5/2012) und anschließend drei Sammelbände.
Seven Seas veröffentlicht seit Mai 2013 Nana Mochizukis Manga in Doppelbänden auf Englisch und lizenzierte im Juni 2013 Zero no Tsukaima: Chevalier, der ab Mitte 2014 veröffentlicht werden soll.

### Computerspiele
Zur Romanreihe wurden drei Adventure mit Strategie-Rollenspiel-Elementen für die PlayStation 2 durch Marvelous Interactive veröffentlicht. Diese waren Zero no Tsukaima: Koakuma to Harukaze Concerto (ゼロの使い魔 小悪魔と春風の協奏曲) am 15. Februar 2007, Zero no Tsukaima: Muma ga Tsumugu Yokaze no Fantasy (ゼロの使い魔 夢魔が紡ぐ夜風の幻想曲) am 29. November 2007 und Zero no Tsukaima: Maigo no Period to Ikusen no Symphony (ゼロの使い魔 迷子の終止符と幾千の交響曲) am 27. November 2008.